# Сенник (съцветие)
 Тази статия е за вида съцветие.  За едноименното село вижте Сенник (село).  
Сенник е ботанически термин за вид съцветие, при което отделните цветни дръжки излизат от една точка и имат приблизително еднаква височина. Това придава на съцветието форма на чадърче и обуславя името му.
Сенникът бива прост, когато всяка цветна дръжка (лъч) завършва с по един цвят, и сложен, когато всеки лъч завършва с второ по-малко сенниковидно съцветие, което носи цветовете.
Примери за растения с такива съцветия са игликата и всички представители на семейство Сенникови.